# Arad (distrikt)

Arad er et distrikt i Transsylvanien i Rumænien med 461.744 (2002) indbyggere. Hovedstad er byen Arad.

## Byer
- Arad
- Chişineu-Criş
- Curtici
- Ineu
- Lipova
- Nădlac
- Pâncota
- Pecica
- Sântana
- Sebiş

## Kommuner
| - Almaş - Apateu - Archiş - Bata - Bârsa - Bârzava - Beliu - Birchiş - Bocsig - Brazii - Buteni - Cărand - Cermei - Chisindia - Conop - Craiva - Dezna | - Dieci - Dorobanţi - Fântânele - Felnac - Frumuşeni - Ghioroc - Grăniceri - Gurahonţ - Hălmagiu - Hălmăgel - Hăşmaş - Igneşti - Iratoşu - Livada - Macea - Mişca - Moneasa | - Olari - Păuliş - Peregu Mare - Petriş - Pilu - Pleşcuţa - Săvârşin - Secusigiu - Seleuş - Semlac - Sintea Mare - Socodor - Şagu - Şeitin - Şepreuş - Şicula - Şilindia | - Şimand - Şiria - Şiştarovăţ - Şofronea - Tauţ - Târnova - Ususău - Vărădia de Mureş - Vârfurile - Vinga - Vladimirescu - Zăbrani - Zădăreni - Zărand - Zerind - Zimandu Nou |

## Demografi
46°22′N 21°48′Ø / 46.36°N 21.8°Ø